# Chiron (maan)
Chiron is een hypothetische maan van Saturnus waargenomen door Hermann Goldschmidt in 1861. Ze zou een baan hebben tussen Hyperion en Titan. Het object is echter nooit teruggevonden.
In 1898 ontdekte William Henry Pickering de maan Phoebe. Later, in 1905, dacht hij een andere maan te hebben gevonden, volgens hem in een baan tussen Hyperion en Titan. Hij noemde het object Themis. Themis werd net als Chiron nooit teruggevonden.
Chiron is ook de naam van een van de Centaur-planetoïden, 2060 Chiron.